# Sopeira
Sopeira est une commune espagnole appartenant à la province de Huesca (Aragon, Espagne) dans la comarque de la Ribagorce.